# La Porteuse de pain (película de 1934)
La Porteuse de pain («La vendedora de pan» en francés) es una película dramática francesa de 1934 dirigida por René Sti y protagonizada por Germaine Dermoz, Jacques Grétillat y Simone Bourday. Está basada en la novela del mismo título de Xavier de Montépin.

## Reparto
- Germaine Dermoz como Jeanne Fortier.
- Jacques Grétillat como Garaud.
- Simone Bourday como Louise.
- Fernandel como Billenbuis.
- Mona Goya como Marie.
- Madeleine Guitty como Rose.
- Jeanne Marie-Laurent como Madame Darrier.
- François Rozet como Lucien Labroue.
- Samson Fainsilber como Castel.
- Roger Dann como Georges Darrier.
- Georges Paulais como Fiscal general.
- Paul Clerget como Padre Laugier.
- Alexandre Dréan como Cricri.
- Daniel Mendaille como Soliveau.